# アンドレイ・コズイレフ
アンドレイ・ウラージミロヴィチ・コズイレフ（コーズィレフ、ロシア語: Андре́й Влади́мирович Ко́зырев, ラテン文字転写: Andrei Vladimirovich Kozyrev、1951年3月27日 - ）は、ソビエト連邦及びロシア連邦の外交官、政治家。エリツィン政権で外務大臣を務めた。

## 経歴
1951年3月27日、父親の勤務地であったベルギーの首都ブリュッセルで生まれる。
1968年から一年間、ソ連の首都モスクワの機械製造工場「コムナール」に就職し、機械工として働く。1971年にソ連共産党に入党した。
1974年にモスクワ国際関係大学を卒業してソ連外務省に入省した。ソ連外務省では本省の国際機関局に勤務し、1990年に国際機関局長に就いた。英語、フランス語、スペイン語、ポルトガル語に堪能である。その一方で在外公館での勤務経験は無い。
ロシア連邦共和国の実権を握ったエリツィンによって、1990年10月にロシア外相に任命される。コズイレフは、1991年12月のロシア、ウクライナ、ベラルーシの三首脳がソ連解体を取り決めたベロヴェーシ合意にエリツィン、ゲンナジー・ブルブリス、セルゲイ・シャフライらとロシア代表団の一人として参加した。1992年3月に日本の首都東京で渡辺美智雄との外相会談を行い、北方領土問題において歯舞諸島・色丹島を引き渡す交渉と国後島・択捉島の地位に関する交渉を同時並行で行った上で平和条約を締結することを含めた秘密提案を行っている。
コズイレフの外交路線は、急進改革派と軌を一にして親西側路線を基本としてロシアの北大西洋条約機構（NATO）加盟を目指した（平和のためのパートナーシップ）。後にエフゲニー・プリマコフが外相になった際にはこの路線は修正されることになる。
1993年12月のロシア連邦議会国家院（下院）選挙に「ロシアの選択」の推薦を受けて、ムルマンスク選挙区から立候補し当選した。その後、議会では院内会派「ロシアの選択」に当初所属していたが、1994年12月に同会派から離脱し、以後無所属。下院では、国際問題委員会に所属。1995年12月に下院議員に再選される。下院議員当選に伴い、1996年1月に外相を解任された。下院予算・税金・銀行・財政委員会に所属。
2000年にアメリカ合衆国（米国）のICN製薬に就職した。2010年に米国へ移住した。
2022年2月に始まったロシアによるウクライナ侵攻を「野蛮な行為」だと厳しく非難し、ロシアの外交官全員に抗議の辞任をするよう求めた。欧米諸国によるロシアへの制裁は政府の意思決定者やその意思決定の実行者に限定すべきとも主張したが、ウラジーミル・プーチン大統領やセルゲイ・ラブロフ外相らの名義の資産は発見不可能なので効果がないとも指摘した。2025年4月11日、ロシア法務省から、西側のスパイ扱いを意味する「外国の代理人」に指定された。